# سووبنگتسا
سووبنگتسا (به لهستانی:  Swobnica) یک روستا در لهستان است که در گمینا بانگه واقع شده‌است. سووبنگتسا ۷۰۰ نفر جمعیت دارد.